# 阿川站
阿川站（日语：／ Agawa eki */?）是一個位於山口縣下關市豐北町大字阿川字水取、屬於西日本旅客鐵道（JR西日本）山陰本線的鐵路車站。

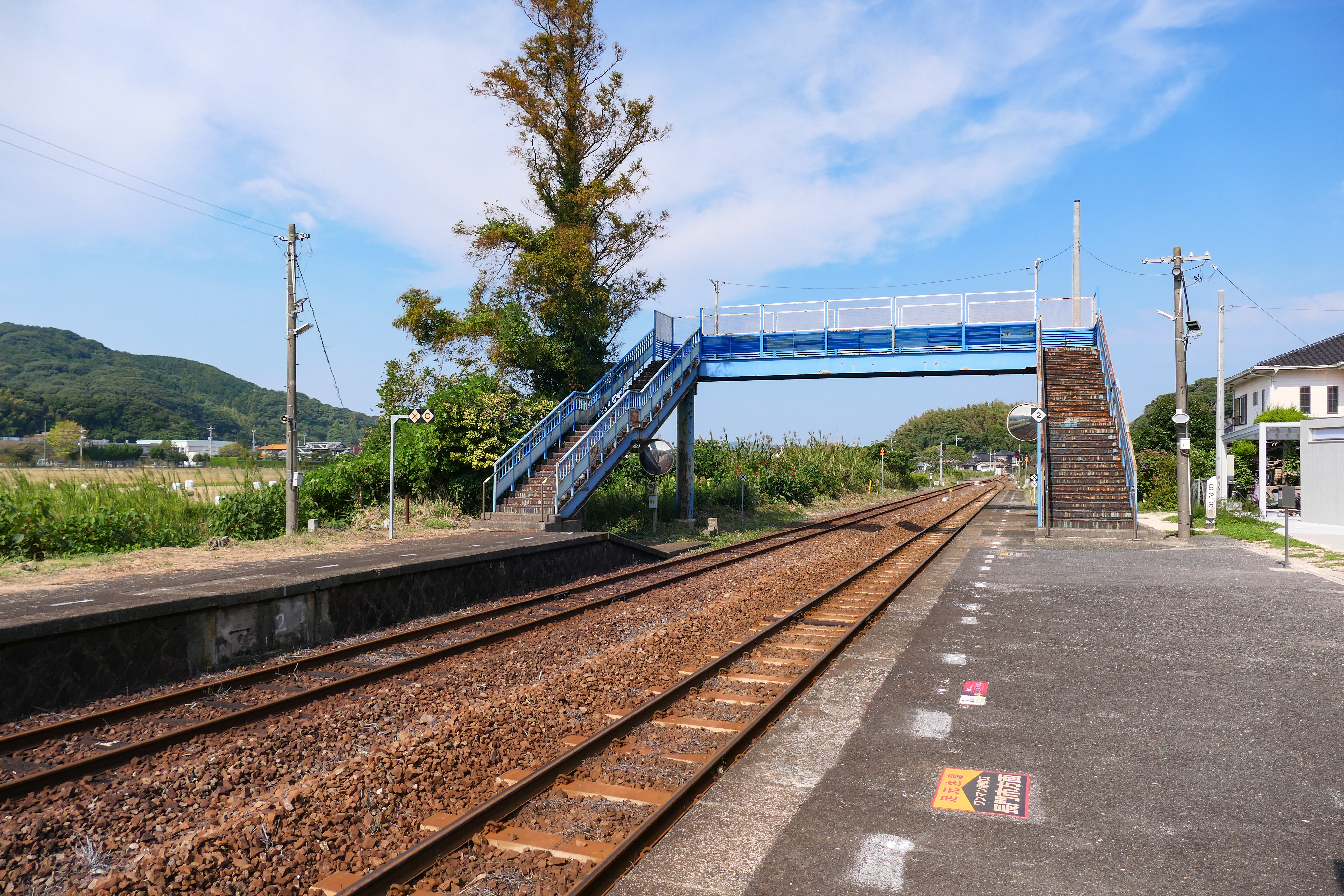
月台（2022年10月）

## 車站結構
對向式月台2面2線的構造，可進行交會的地面車站。長門鐵道部管理的無人站。

### 月台配置
| 月台 | 路線      | 方向 | 目的地           |
| ---- | --------- | ---- | ---------------- |
| 1    | ■山陰本線 | 上行 | 長門市、東萩方向 |
| 2    | ■山陰本線 | 下行 | 瀧部、下關方向   |

## 相鄰車站
西日本旅客鐵道
■山陰本線
長門粟野－阿川－特牛